# Júlio Duarte Langa
Júlio Duarte Langa (nascut el 27 d'octubre de 1927) és un cardenal de l'Església catòlica. És arquebisbe emèrit del bisbat de Xai-Xai, on serví com a bisbe des del 24 d'octubre de 1976 fins a la seva jubilació, el 12 de juliol de 2004. És el segon moçambiquès en haver estat promogut al Col·legi Cardenalici.

## Biografia
Va estudiar a l'escola local, abans d'ingressar al Seminari de Magude; estudiant al Seminari de Namaacha. Va ser ordenat prevere el 9 de juny de 1957 a la catedral de la Mare de Déu de Conceição.
Va ser nomenat rector a Malaisse, sent posteriorment nomenat consultor diocesà, membre del consell presbiteral i, finalment, vicari diocesà. En conèixer profundament les llengües locals, supervisà la traducció local dels texts del Concili Vaticà II.
El 31 de maig de 1976 el Papa Pau VI el nomenà bisbe de João Belo, diòcesi que l'1 d'octubre d'aquell any canvià el nom pel de diòcesi de Xai-Xai. Rebé la consagració episcopal el 24 d'octubre següent de mans de Alexandre José Maria dos Santos, arquebisbe metropolità de Maputo, assistit per Francesco Colasuonno, delegat apostòlic a Moçambic i per Januário Machaze Nhangumbe, bisbe de Pemba. Es jubilà del govern de la diòcesi el 24 de juny de 2004.
El 4 de gener de 2015 el Papa Francesc anuncià que seria creat cardenal al consistori del 14 de febrer següent, sent el segon moçambiqueny en rebre el capel vermell cardenalici. Se li assignà el títol de cardenal prevere de San Gabriele dell'Addolorata. Com que en el moment de la creació ja tenia 87 anys no adquirí el dret a entrar en un futur conclave.